# Arro Lake
Arro Lake ist ein See im Ort Eneabba im australischen Bundesstaat Western Australia.
Der See ist 3,3 Kilometer lang, 2,3 Kilometer breit und liegt auf 39 Metern über dem Meeresspiegel.